# Rosoșa, Teplîk
Rosoșa (în ucraineană Росоша) este localitatea de reședință a comunei Rosoșa din raionul Teplîk, regiunea Vinnița, Ucraina.

## Demografie
Componența lingvistică a localității Rosoșa
     Ucraineană (99,08%)
     Alte limbi (0,79%)
Conform recensământului din 2001, majoritatea populației localității Rosoșa era vorbitoare de ucraineană (99,08%), existând în minoritate și vorbitori de alte limbi.